# I Spit on Your Grave 2
I Spit on Your Grave 2 è un film del 2013 diretto da Steven R. Monroe.
Come il primo capitolo, I Spit on Your Grave, appartiene al sottogenere revenge movie. Malgrado il titolo, la storia narrata e i personaggi non sono collegati con il precedente film.

## Trama
Katie Carter, una bellissima ragazza e aspirante modella di successo del Missouri, si trasferisce a New York nella speranza di avere più occasioni per realizzare il suo sogno, ma l'unico lavoro che riesce a trovare è quello di una cameriera in un bar. Decide allora, su consiglio di un'amica, di rinnovare il suo book fotografico. Per limitare le spese risponde ad un annuncio che offre book fotografici gratuiti. Katie, così, conosce il fotografo Ivan, e i suoi fratelli Nikolaj e Georgy. Dopo un litigio tra il fotografo e l'aspirante modella quest'ultima decide di andarsene a casa e di non tornare più nello studio. Georgy però, la segue fino a casa ed entra nel suo appartamento di notte; Katie se ne accorge e incomincia ad urlare così che il suo vicino di casa, Jayson, decide di controllare cosa succede.
Georgy uccide Jayson e violenta Katie. Dopo l'atto sessuale Georgy comprende l'errore fatto e dopo un momento di disperazione chiama i fratelli perché l'aiutino a risolvere il guaio fatto. Una volta arrivati, Ivan e Nikolaj non si sorprendono di quello che è successo, e Ivan costringe Katie a drogarla con una dose di ketamina che le fa perdere i sensi. Katie si risveglia completamente nuda in uno scantinato dove Nikolaj la sta violentando. Katie si ribella più e più volte ai maltrattamenti dei suoi stupratori ma senza alcun successo, poi vede una possibilità di salvezza nell'ingenuità di Georgy. E infatti riesce a scappare ma scopre di non essere più a New York ma in Bulgaria, dove solo un detective, Kiril, riesce a prestarle aiuto conoscendo l'inglese.
Kiril conduce Katie alla centrale della Polizia dove la interroga sugli avvenimenti ma lei si rifiuta di collaborare e di essere esaminata da un dottore. Kiril ipotizza che lei sia sotto l'influenza di stupefacenti e che per questo motivo non voglia farsi esaminare. Katie chiede di essere condotta all'ambasciata americana. Nel frattempo arriva Ana, che si identifica come direttrice di un centro per donne maltrattate. Ana convince Katie ad affidarsi a lei, assumendosi la responsabilità di condurla all'ambasciata ma effettua una deviazione, convincendo Katie a fermarsi a casa sua, che dice di trovarsi a poca distanza dall'ambasciata.
Una volta arrivati a casa di Ana, Katie si accorge di essere stata ingannata essendo tornata nel luogo dove è stata imprigionata in precedenza e scopre così che Ana è la madre dei sadici stupratori Ivan, Nikolaj e Georgy. La ragazza viene così di nuovo maltrattata e violentata brutalmente, questa volta insieme dal pervertito torturatore Valko, il marito di Ana, che le infila un pungolo da bestiame nella vagina. Dopo essere stata picchiata orribilmente a sangue da Ivan, quest'ultimo, Nikolaj, Georgy e Valko la pongono in una cassa e la seppelliscono. Katie piangendo prega per un aiuto che arriva inaspettatamente con il crollo del basamento della cantina. La cassa in cui è rinchiusa cade in uno dei tunnel sotterranei su cui Sofia è costruita. La ragazza si ritrova libera dalla cassa ma completamente traumatizzata sia dallo stupro e sia dal pestaggio, coprendosi con una vecchia coperta, riesce a trascinarsi sino ad un vecchio giaciglio dove sviene.
Nei giorni successivi riesce a riprendere le forze bevendo dalle pozze di acqua piovana raccolta nei tunnel, e catturando piccoli animali per nutrirsi. Il rumore di cantici la attira ad una chiesa, collegata da un ingresso secondario ai sotterranei. Katie si introduce nella sagrestia e ruba del cibo dalla cucina di Padre Dimov. Torna nei giorni seguenti per rubare altro cibo ma viene sorpresa da Padre Dimov, che decide di aiutarla capendo che la ragazza ha sopportato terribili sofferenze. Dimov le dà dei vestiti, cibo e una Bibbia. Katie si rifocilla e riprende ulteriormente le forze. Esplora i tunnel e riesce a trovare un'uscita e finalmente a raggiungere l'ambasciata, ma non ne varca i cancelli, come se colpita da una folgorazione: leggendo la bibbia un passo la ha particolarmente colpita. Quando torna dal prete per restituirgli la bibbia e questi le dice che deve affrontare la situazione, la ragazza afferma che non sta affatto scappando. Successivamente padre Dimov scopre il verso che ha dato la scossa alla ragazza: "La vendetta è mia, disse il Signore". 
E Katie dà infatti atto a una spietata vendetta verso i propri aguzzini. Inizia a seguirli per capirne le abitudini. Il primo è Georgy, colui che ha dato inizio a tutto, che viene da lei attirato nei sotterranei e catturato con l'equivalente di una trappola per topi, un cappio montato su un bastone e strangolato sino a farlo svenire. Padre Dimov si incontra con Kiril, al quale confida che c'è una ragazza americana che ha bisogno di aiuto; Kiril immediatamente realizza che potrebbe essere la stessa ragazza che egli ha tentato di aiutare in precedenza. Georgy si sveglia legato contro un muro. Katie lo stuzzica e lo tortura, citando le sue stesse frasi, lo ferisce più e più volte con lo stesso coltello a scatto usato da lui per uccidere Jayson e ricopre le ferite di escrementi, per fare in modo che la sua morte sia lenta e dolorosa. Lo lascia legato al muro per far sì che le sue ferite si infettino.
Il secondo a subire l'ira di Katie è Nikolaj, che viene drogato durante una serata in discoteca, attirato in bagno e quindi ucciso soffocato in un water pieno di escrementi. Anche Valko subisce la stessa sorte dei suoi due figli, torturato con il pungolo da bestiame da lui usato per torturare Katie e venendo alla fine folgorato. Infine Katie rapisce Ivan e Ana. Dimov chiede aiuto a Kiril e quest'ultimo, avendo capito quello che sta succedendo, intende fermare la ragazza. Katie intanto chiude Ana in una cassa e tortura sessualmente Ivan; quest'ultimo rivela che Ana non è sua madre, ma che è stata solo violentata da suo padre fino alla nascita di Nikolaj. Saputo questo la ragazza aggredisce la donna in modo ancor più violento avendo preso coscienza del fatto che lei è veramente la direttrice di un centro di donne maltrattate, e che in forza di questo "regala" le sue pazienti al pervertito Valko. Georgy, ancora vivo a malapena, ha un'ultima crisi di vomito e muore, ancora legato al muro.
Kiril riesce a intervenire chiedendo a Katie di fermarsi, ma prima che la ragazza abbia la possibilità di dare una risposta viene violentemente aggredita da Ivan. Kiril, allora, non avendo scelta uccide l'aggressore salvando Katie. Il poliziotto capisce di non avere compreso la situazione in cui Katie si trovava e a causa di questo, tutto è finito in un bagno di sangue; infine Kiril, aprendo la cassa dove era stata rinchiusa Ana, guarda il viso terrorizzato della donna. Katie, intanto, si dirige all'ambasciata americana, dove è finalmente libera di tornare a New York, che comincia a sorridere in modo più oscuro e sinistro per aver compiuto la sua vendetta contro i suoi violenti aggressori.